# 胀果芹
胀果芹（学名：Phlojodicarpus sibiricus）为伞形科胀果芹属的植物。分布在蒙古、俄罗斯以及中国大陆的河北、黑龙江、内蒙古等地，生长于海拔600米至900米的地区，多生在干燥多石地、向阳山坡或草原区石质山顶，目前尚未由人工引种栽培。